# Liste des accidents ferroviaires en France en 1904
Pour des articles plus généraux, voir Liste des accidents ferroviaires en France, Liste des accidents ferroviaires en France au XXe siècle et Liste des accidents ferroviaires en France dans les années 1900.
La liste des accidents ferroviaires en France en 1904 est une liste non exhaustive, chronologique.

## Janvier
- 2 janvier 1904 - Sur la ligne Narbonne-Port-Bou, dans la direction de Cerbère, à la sortie du tunnel situé entre les gares de Port-Vendres et de Banyuls-sur-Mer, vers 11 heures, un train de voyageurs, dont le mécanicien a été gêné par la fumée, percute un convoi de marchandises à l'arrêt au signal d'entrée de la gare de Banyuls, tuant le serre-frein dans sa vigie. Quelques voyageurs du train tamponneur sont blessés dans la collision[1].

## Février
- 17 février 1904 - Sur le chantier de la ligne à voie métrique de Pornic à Paimbœuf, alors en construction, vers 13 heures 30, au lieudit La Grognais, à Saint-Brévin, un train de wagonnets de ballast déraille et verse dans une courbe, écrasant les ouvriers qui y avaient pris place. Deux sont tués, trois autres grièvement blessés[2].

## Mai
- 1er mai 1904 - Vers 17 heures 30, sur la ligne Paris-Belfort, près de Roissy-en-Brie, le garde-barrière n'a eu le temps de fermer qu'une seule des deux barrières de son passage à niveau à l'approche d'un rapide venant de Troyes lorsqu'une automobile survient du côté opposé et s'engage sur les voies. Ses six occupants sont tués[3].

## Juillet
- 4 juillet 1904 - À 10 heures 45, à Paris, en gare Saint-Lazare, une locomotive sous pression stationnant près du Pont de l'Europe explose. Des pièces de la chaudière pesant souvent plus d'une tonne sont projetées à des dizaines de mètres aux alentours, provoquant d'énormes dégâts matériels dans le quartier. Malgré son caractère spectaculaire et destructeur, l'accident ne fera qu'un blessé grave, le chauffeur de la machine, et une quinzaine de blessés légers, notamment des voyageurs d'un train entrant en gare au moment de la déflagration et des riverains de la rue de Berne voisine[4].

## Août
- 13 août 1904 - À 11 heures, sur la ligne de Figeac à Arvant, à Buzac, peu après le départ de Figeac, la locomotive et les deux fourgons d'un train de voyageurs pour Aurillac font une chute de 15 mètres dans un ruisseau. Le chauffeur est tué, le mécanicien et le chef de train sont blessés[5].

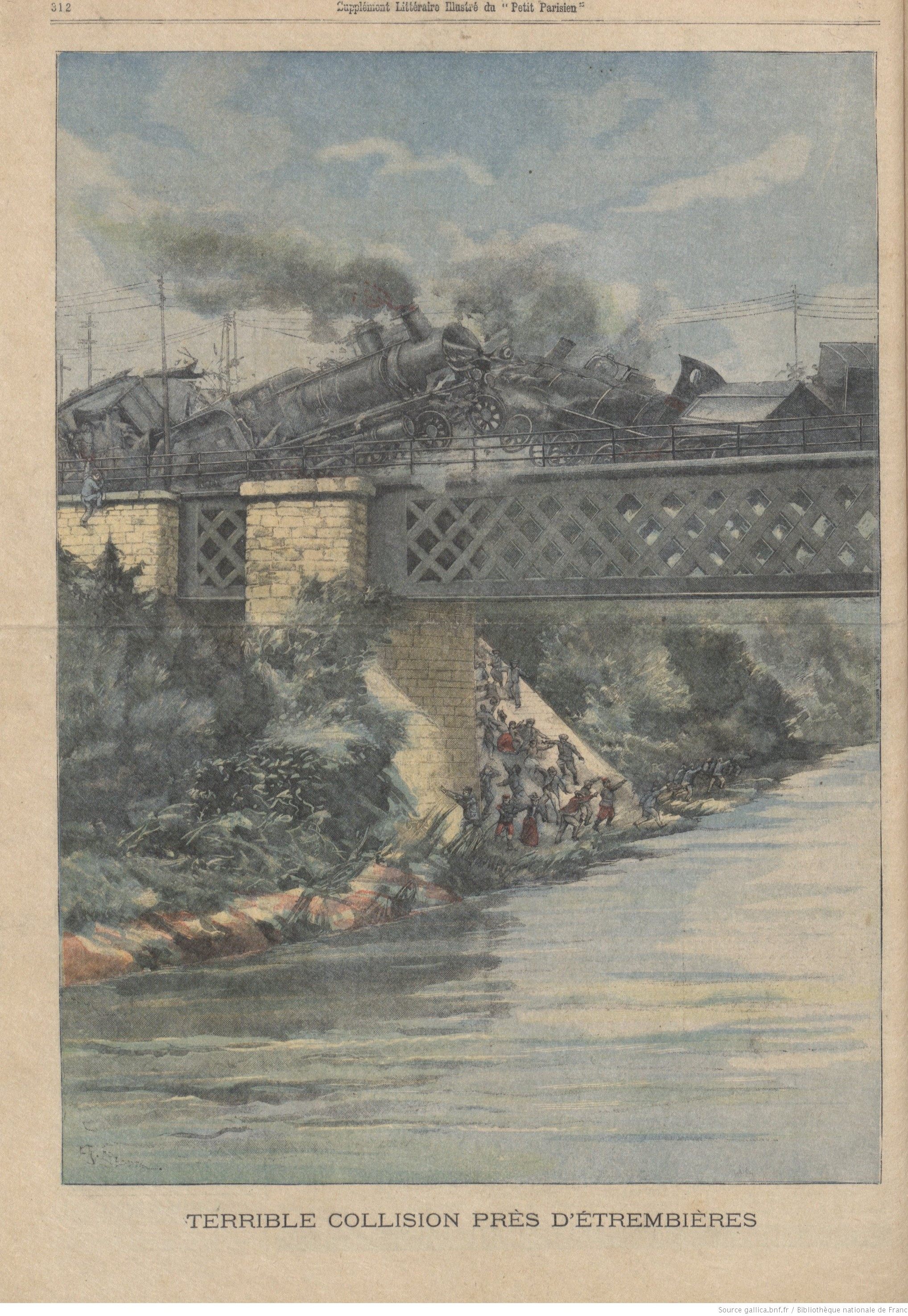
L'accident d'Etrembières vu par le Supplément littéraire illustré du Petit Parisien

- 27 août 1904 - Sur la ligne Béziers-Neussargues, à la sortie du souterrain des Cabrils, collision frontale entre un train spécial de vendangeurs et une machine haut-le-pied. On dénombrera quatre morts (les deux mécaniciens et les deux chauffeurs), et une quinzaine de blessés[6].

## Septembre
- 6 septembre 1904 - Vers 19 heures, en Haute-Savoie, à Étrembières, près de la gare d'Annemasse, deux trains de voyageurs, un express allant de Saint-Gervais-Le Fayet à Annemasse, et un omnibus allant d'Annemasse à Bellegarde en double traction, se percutent à l'entrée du pont sur l'Arve donnant accès à la bifurcation des lignes vers Bellegarde et Saint-Gervais. Malgré la faible vitesse des deux convois, dans le choc, le mécanicien et le chauffeur du train pour Bellegarde, placés sur la locomotive de tête sont tués, deux autres cheminots et une vingtaine de voyageurs sont blessés[7]. L'enquête révélera que le mécanicien de l'express n'a pu s'arrêter à temps à un carré fermé, mais on incriminera aussi l'insuffisant débit du pont à voie unique devant supporter en moyenne 116 circulations par jour[8].

## Octobre
- 21 octobre 1904 - À 1 heure 30, entre Onzain et Chouzy-sur-Cisse (Loir-et-Cher) : sur la ligne Bordeaux-Paris de la Compagnie du chemin de fer de Paris à Orléans, le rapide 31 Paris-Bordeaux (dans lequel voyage Armand Fallières, alors Président du Sénat) déraille par suite d'un sabotage (éclisses d'un rail ôtées). Sa machine engage le gabarit sur la voie opposée, et est heurtée par l'omnibus no 18 remontant de Nantes sur Paris. C'est dans ce train que l'on déplorera l'essentiel des victimes (quatre morts et douze blessés), et plus spécialement dans sa voiture de tête, venue s'éventrer contre le fourgon qui la précédait. Lors du déblaiement, on trouvera sous la locomotive du train 18 le corps d'une cinquième victime, un bijoutier parisien descendu du rapide de Bordeaux immédiatement après son déraillement et fauché par le train croiseur[9]. La compagnie d'Orléans offrira en vain une prime de 10 000 francs afin d'obtenir des renseignements permettant d'identifier les coupables[10].

## Décembre
- 23 décembre 1904 - À 23 heures 10, à Paris, deux kilomètres avant la gare du Nord, au niveau de la gare de La Chapelle, le rapide venant de Lille, arrêté dans le brouillard, est tamponné à 60 km/h par un train de marée venant de Boulogne, qui pulvérise son fourgon de queue et sa dernière voiture. L'accident fera quatorze morts et une vingtaine de blessés[11]. L'enquête dégagera la responsabilité de l'aiguilleur responsable des signaux en révélant que le carré couvrant le train stoppé était bien fermé, mais que le pétard destiné à le compléter en cas de franchissement du signal n'avait pu exploser puisque le mécanisme devant le placer sur le rail était faussé[12]. En revanche, le mécanicien Quentin, qui conduisait le rapide de Boulogne, invoquera vainement le brouillard supprimant toute visibilité et sera condamné à six mois de prison avec sursis et 2000 francs d'amende par le tribunal correctionnel de la Seine pour avoir manqué à une obligation de prudence en se rendant pas maître de sa vitesse[13].